# Киннир, Рой
Рой Киннир (англ. Roy Kinnear; 8 января 1934, Уиган, Большой Манчестер — 20 сентября 1988, Мадрид) — британский актёр театра, кино и телевидения.

## Биография
Рой Митчелл Киннир родился 8 января 1934 года в Уигане в семье регбиста Роя Мюира Киннира и Энни Смит. Среднее образование получил в George Heriot's School, в возрасте 17 лет поступил в Королевскую академию драматического искусства. С конца 1950-х стал появляться на сцене театров под руководством Джоан Литлвуд (англ. Joan Littlewood), из заметных ролей можно выделить его участие в постановках «Воробьи не поют», «Тайный брак» (англ. The Clandestine Marriage), «Вишнёвый сад». В 1955 и 1956 годах дважды снялся в эпизодических ролях проходных фильмов, а с начала 1960-х актёра стали приглашать на роли постоянно, и за 28 лет он снялся примерно в полутора сотнях фильмов и сериалов.
19 сентября 1988 года Рой Киннир упал с лошади во время съёмок фильма «Возвращение мушкетёров» и получил серьёзный перелом таза. Он был немедленно доставлен из Толедо, где снимался эпизод, в больницу Мадрида, но умер там на следующий день от инфаркта. Семья Киннира потребовала провести расследование с целью выяснить, была ли оказана Рою вся необходимая медицинская помощь или он скончался из-за халатности врачей. Режиссёр «Возвращения мушкетёров» Ричард Лестер закончил этот фильм, добавил в титры посвящение погибшему актёру и после этого навсегда покинул большое кино, мотивировав это именно гибелью Киннира.
В 1994 году был основан Фонд Роя Киннира, целью которого является помощь физически и умственно неполноценным подросткам.

## Семья
Отец — Рой Киннир  (1904—1942), регбист. Мать — Энни Смит (в девичестве — Дьюри).
Жена — Кармел Крайан (род. 1949), актриса телевидения.
Дочери — Кристи, директор по подбору актёров. Карина (1972—2020), страдала ДЦП и умственной отсталостью, скончалась от коронавирусной инфекции. Сын — Рори Киннир (род. 1978), актёр театра, кино и телевидения.

## Избранная фильмография

### Кино
- 1960 — Миллионерша / англ. The Millionairess — человек, несущий ящик (в титрах не указан)
- 1963 — Информаторы / The Informers — «Коротышка»
- 1963 — Небеса над нами / англ. Heavens Above! — Фред Смит
- 1964 — Французское платье / French Dressing — Генри Лигготт
- 1965 — Холм / The Hill — Монти Бартлетт
- 1965 — На помощь! / Help! — Алджернон
- 1966 — Дело самоубийцы / The Deadly Affair — Адам Скарр
- 1966 — Забавная история, случившаяся по дороге на форум / A Funny Thing Happened on the Way to the Forum — инструктор гладиаторов
- 1967 — Как я выиграл войну / How I Won the War — Клаппер
- 1969 — Жилая комната / The Bed-Sitting Room — пластиковый человек
- 1970 — Скрудж / Scrooge — джентльмен-благотворитель
- 1970 — В ясный день увидишь вечность / On a Clear Day You Can See Forever — принц-регент (англ. Prince regent)
- 1970 — Вкус крови Дракулы / Taste the Blood of Dracula — Уэллер
- 1971 — Вилли Вонка и шоколадная фабрика / Willy Wonka & the Chocolate Factory — мистер Солт
- 1971 — Мелоди / Melody — мистер Перкинс
- 1972 — Алиса в Стране чудес / Alice's Adventures in Wonderland — Чеширский Кот
- 1972 — Мадам Син / англ. Madame Sin — отдыхающий
- 1973 — Три мушкетёра / The Three Musketeers — Планше
- 1974 — Четыре мушкетёра: Месть миледи / The Four Musketeers — Планше
- 1974 — Джаггернаут / Juggernaut — социальный директор Сёртейн
- 1975 — Приключения хитроумного брата Шерлока Холмса / англ. The Adventure of Sherlock Holmes' Smarter Brother — подручный профессора Мориарти
- 1975 — Пропавший динозавр / One of Our Dinosaurs Is Missing — суперинтендант Граббс
- 1975 — Эскимоска / Eskimo Nell — Бенни Мардок
- 1977 — Последний римейк «Красавчика Жеста» / англ. The Last Remake of Beau Geste — капрал Болдини
- 1977 — Ограбление в Монте-Карло / англ. Herbie Goes to Monte Carlo — Куинси
- 1978 — Собака Баскервилей / The Hound of the Baskervilles — Этель Селден, убийца
- 1978 — Опаснейшее путешествие / Watership Down — кролик Пипкин (озвучивание)
- 1980 — Ястреб-убийца / англ. Hawk the Slayer — хозяин гостиницы
- 1982 — Хэммет / Hammett — Эдди Хейдждорн
- 1986 — Пираты / Pirates — голландский купец-пират
- 1989 — Возвращение мушкетёров / The Return of the Musketeers — Планше
- 1991 — Принцесса и гоблин / The Princess and the Goblin — Мамп (озвучивание в прокате Великобритании)

### Телевидение
- 1964—1965, 1967, 1969 — Мстители / The Avengers — разные роли (в четырёх эпизодах)
- 1967, 1972, 1974 — Пока смерть не разлучит нас / Till Death Us Do Part — коллега Альфа Гарнетта (в четырёх эпизодах)
- 1971 — Джеканори / англ. Jackanory — рассказчик (в пяти эпизодах)
- 1976, 1978—1979 — Джордж и Милдред / англ. George and Mildred — Джерри (в пяти эпизодах)
- 1981 — Семёрка Блейка / Blake's 7 — Кейлер (в одном эпизоде)
- 1982—1984 — Супер-Мишка / англ. SuperTed — Балк (в тринадцати эпизодах, озвучивание)
- 1983 — Анна Павлова / Anna Pavlova — садовник
- 1984 — Сумасшедшие приключения Робина Гуда / англ. The Zany Adventures of Robin Hood — Отец Тук
- 1985—1986 — Берта / Bertha — разные роли (в трёх эпизодах, озвучивание)
- 1987 — Казанова / Casanova — Бальби
- 1988 — Человек на все времена / A Man for All Seasons — Обычный Человек